# Вуди, Джоуи
Джоуи Вуди (англ. Joey Woody; род. 22 мая 1973, Айова-Сити, Айова) — американский легкоатлет, специалист по барьерному бегу и спринту. Выступал за сборную США по лёгкой атлетике в 1997—2006 годах, обладатель серебряной медали чемпионата мира, призёр крупных международных стартов и первенств национального значения. Тренер и спортивный функционер.

## Биография
Джоуи Вуди родился 22 мая 1973 года в Айова-Сити, штат Айова.
Занимался лёгкой атлетикой во время учёбы в местной старшей школе Iowa City High School, затем продолжил спортивную карьеру в Университете Северной Айовы — в составе университетской легкоатлетической команды успешно выступал на различных студенческих соревнованиях в США, в частности в 1997 году выигрывал чемпионат Национальной ассоциации студенческого спорта (NCAA) в беге на 400 метров с барьерами.
Впервые заявил о себе на международном уровне в сезоне 1997 года, когда в барьерном беге на 400 метров стал третьим на чемпионате США в Индианаполисе и вошёл в основной состав американской сборной. Среди прочего стартовал на чемпионате мира в Афинах, где дошёл до стадии полуфиналов, и занял пятое место на Всемирной Универсиаде в Катании.
В 1998 году с личным рекордом 47,97 взял бронзу на чемпионате США в Новом Орлеане, был третьим на Играх доброй воли в Нью-Йорке и пятым на Кубке мира в Йоханнесбурге. На Кубке мира вместе с соотечественниками также одержал победу в эстафете 4 × 400 метров, однако из-за допинговой дисквалификации Антонио Петтигрю их результат в итоге аннулировали.
На чемпионате США 1999 года в Юджине завоевал серебряную награду, уступив только титулованному Энджело Тейлору. Принимал участие в чемпионате мира в Севилье — финишировал шестым в беге на 400 метров с барьерами, отметился победой на предварительном квалификационном этапе эстафеты 4 × 400 метров (в финале уже без Вуди американцы выиграли, но опять же были лишены золота из-за дисквалификации Петтигрю).
Вуди пытался пройти отбор на Олимпийские игры 2000 года в Сиднее, но на квалификационном чемпионате США в Сакраменто пришёл к финишу лишь четвёртым.
На чемпионате США 2002 года в Пало-Алто вновь получил серебро в 400-метровом барьерном беге.
В 2003 году выиграл серебряную медаль на чемпионате мира в Париже, уступив в финале бега на 400 метров с барьерами только доминиканцу Феликсу Санчесу. Помимо этого, показал четвёртый результат на Всемирном легкоатлетическом финале в Монако.
Завершил спортивную карьеру по окончании сезона 2008 года.
Впоследствии проявил себя на тренерском поприще, занимал должность директора по лёгкой атлетике и кросс-кантри в Айовском университете.